# Дида
Нелсон де Жезуш Силва (на португалски: Nelson de Jesus Silva, изговаря се най-близко до Нелсон джи Жезуш Силва) или по известен само като Дида е бразилски футболист, вратар който от 2000 г. до 2010 е състезател на италианския Милан.
Дида започва кариерата си в бразилските Витория, Крузейро и Коринтианш. Първият европейски отбор, в който играе, е швейцарският Лугано.
Дида често е наричан специалист на дузпите. С тази си способност той става един от най-известните вратари в Бразилия по времето, когато играе за Крузейро.
Милан забелязва таланта му и го привлича, но след фатална грешка в мач от шампионската лига той отново се връща в Коринтианш. Година по-късно отново преминава в Милан.
На 12 април 2005 г. в мача от шампионската лига срещу Интер бразилецът е ударен с хвърлен факел от подивялата публика. Поради неконтролируемостта на публиката на Сан Сиро и травмата на Дида главният съдия Маркус Мерк решава да прекрати мача.

## Титли
- Купа на Бразилия: 1996
- Копа Либертадорес: 1997
- Бразилия Серия А: 1999
- Копа Америка: 1999
- Световно клубно първенство: 2000
- Световна купа: 2002
- Шампионска лига: 2002/03
- Суперкупа на Европа: 2003
- Италия Серия А: 2003/04
- Шампионска лига: 2006/07